# Acalyptris heteranthes
Acalyptris heteranthes là một loài bướm đêm thuộc họ Nepticulidae. Nó được miêu tả bởi Edward Meyrick năm 1926. Nó được tìm thấy ở Karwar, Ấn Độ.